# ラッキーフィルム
ラッキーフィルム（英語: Lucky Film）は、写真フィルムのブランドであり、フィルムおよび印画紙、磁気テープ等を製造販売する中華人民共和国の企業である。正式社名は中国乐凯胶片集团公司（日本語: 中国楽凱膠片集団公司）、英文社名はChina Lucky Film Corporationである。中国最大のフィルム製造企業である。中国航天科技集団公司に所属し、完全子会社である。

## 略歴・概要
1958年（昭和33年）7月1日、中国国家化学産業局の第一映画フィルム工場として、河北省保定市に創立する。翌1959年（昭和34年）7月1日には、最初の白黒リバーサルフィルムを生産開始している。同年8月には写真用フィルムの試作、同年10月には、民生用135フィルムの試作を開始している。
1975年（昭和50年）、磁気テープの輸出を開始する。
1985年（昭和60年）、カラーフィルムの輸出を開始する。同年3月、初めて「ラッキー」を商標として使用する。1986年（昭和51年）、白黒の120フィルムおよび135フィルムの輸出を開始する。1990年（平成2年）7月4日、カラーフィルム「ラッキーデイライトBR100」が国家化学産業局の検査を通過する。1992年（平成4年）9月、第三世代のカラーフィルム「ラッキーGBR100」の開発に成功する。
1998年（平成10年）1月22日、上海証券取引所上場を果たす。企業コードは「600135」、短縮名は「Lucky film」（中国語: 乐凯胶片）である。1999年（平成11年）1月5日には、国家工商行政管理総局から「著名商標」の認定を受ける。同年8月11日、北京新世紀認証有限公司から「ISO 9001」の認定、2000年（平成12年）3月には国家環境科学院認証センターから「ISO 14001」の認定を受ける。同年5月には、「ラッキーカラーペーパートルゥーカラーSA-2」が、中華人民共和国国家発展改革委員会から「国家革新製品」の認定を受ける。2001年（平成13年）9月1日には、「ラッキーカラーフィルム」が中国品牌戦略推進委員会から「著名製品」の認定を受ける。同年10月末、同社子会社の実務会社楽凱膠片株式会社（中国語: 乐凯胶片股份有限公司、英語: Lucky Film Co., Ltd.）が『フォーブス』誌上で、「世界一の小企業」（英語: World Best Small Company）に選ばれた。
2003年（平成15年）、コダックと資本提携を締結、20年間にわたって1億ドルの資金提供を受けることとなる。コダックは4,500万ドルをキャッシュで支払い、同社子会社「楽凱膠片」に乳剤の生産ラインを提供する予定であった。2007年（平成19年）には契約解消となった。
2010年（平成22年）の総売上は、33億人民元を計上している。
2011年（平成23年）9月5日、中国航天科技集団公司に合流、同グループ傘下企業となる。
2012年（平成24年）9月4日、カラーフィルムの生産終了を発表。

## おもなフィルム製品一覧
- ラッキーSHD100 - 白黒ネガフィルム、ISO100
- ラッキーSHD400 - 白黒ネガフィルム、ISO400
- ラッキーSHD400CN - 白黒ネガフィルム、ISO400
- ラッキーB/WフィルムSHD100 NEW - 白黒ネガフィルム、ISO100, 135フィルム（36枚撮り）・120フィルム
- ラッキーB/WフィルムSHD400 NEW - 白黒ネガフィルム、ISO400, 135フィルム（36枚撮り）
- ラッキーB/WフィルムSHD400 CN - 白黒ネガフィルム、ISO400, 135フィルム（36枚撮り）
- ラッキーパンSHD100 NEW - 白黒ネガフィルム、ISO100, 135フィルム（長巻305メートル・60メートル）
- ラッキーパンSHD400 NEW - 白黒ネガフィルム、ISO400, 135フィルム（長巻305メートル・60メートル）
- ラッキースーパーNEW100 - カラーネガフィルム、ISO100, 135フィルム（12・24・27・36枚撮、長巻）
- ラッキースーパー100 - カラーネガフィルム、ISO100
- ラッキースーパー200 - カラーネガフィルム、ISO200
- ラッキースーパーGBR100 - カラーネガフィルム、ISO100
- ラッキースーパーGBR200 - カラーネガフィルム、ISO200, 135フィルム（12・24・27・36枚撮、長巻）
- ラッキースーパーGBR400 - カラーネガフィルム、ISO400, 135フィルム（12・24・27・36枚撮、長巻）
- ラッキークローム100CH - カラーリバーサルフィルム、ISO100

## 関連会社・事業所
- 楽凱華光印刷科技有限公司 - 第二工場[1]
- 楽凱膠片股份有限公司
- 中国楽凱膠片集団公司楽凱黒白感光材料廠（中国乐凯胶片集团公司乐凯黑白感光材料厂）
- 合肥楽凱科技産業有限公司（合肥乐凯科技产业有限公司、安徽省）
- 瀋陽感光化工研究院（沈阳感光化工研究院、遼寧省）[1]
- 保定楽凱新材料股份有限公司（保定乐凯新材料股份有限公司）
- 楽凱片基事業部（乐凯片基事业部）